# Culturele Biografie Vlaanderen
Culturele Biografie Vlaanderen vzw (CBV) was van 2002 tot 2007 het steunpunt voor archiefinstellingen, bewaarbibliotheken, documentatiecentra, erfgoedcellen en musea in Vlaanderen. Sinds het Erfgoeddecreet van 7 mei 2004 was het steunpunt decretaal verankerd. 
CBV leverde advies, zorgde voor doorstroming van informatie en voor de uitwisseling van ervaringen over en in de erfgoedsector. De organisatie moedigde ook de samenwerking aan tussen erfgoedorganisaties onderling. Daarnaast was het CBV een kruispunt tussen het erfgoedveld en de Vlaamse overheid. Het steunpunt informeerde het beleid over de ontwikkelingen in het veld en vertaalde het beleid voor de mensen in het veld.
Culturele Biografie Vlaanderen vzw en het Vlaams Centrum voor Volkscultuur vzw fuseerden per 1 januari 2008 tot FARO. Vlaams steunpunt voor cultureel erfgoed vzw.